# Bergerac
Bergerac je francouzské město v departementu Dordogne, v regionu Nová Akvitánie. V roce 2008 zde žilo 27 555 obyvatel. Je střediskem arrondissementu Bergerac.

## Osobnosti města
- Maine de Biran (1766 - 1824), filozof a politik
- Pascal Obispo (* 1965), zpěvák a textař
- Pakito (* 1981), elektronický hudebník

## Partnerská města
- Repentigny, Kanada
- Faenza, Itálie